# Asser Kapere
Asser Kuveri Kapere (* 11. Juni 1951 in Omaruru, Südwestafrika) ist ein namibischer Politiker und Diplomat und war von 2005 bis 2013 Vorsitzender des namibischen Nationalrates. Er ist seit 1975 Mitglied der SWAPO und seit 1997 im Zentralkomitee der Partei.

## Ausbildung
Asser Kapere ist ein an der University of Namibia ausgebildeter Lehrer für Grund- und weiterführende Schulen und hält ein Diplom in Öffentlicher Verwaltung der Namibia University of Science and Technology (2001).

## Karriere
Asser Kapere arbeitete 1974 und 1975 als Lehrer in der St. Theresa Secondary School in Tses.
Von 1990 bis 1992 war Kapere Kommissar der Western Region (heute Teil der Region Erongo), seit 1993 ist er Ratsherr des Wahlkreises Arandis und war zudem Gouverneur der Region Erongo (1992–1999). 1999 wurde Kapere Vertreter der Region Erongo im namibischen Nationalrat.
Zwischen 2002 und 2005 war Kapere Vizeminister für Öffentliche Arbeit, Verkehr und Kommunikation. Seitdem war er bis 2013 Vorsitzender des Nationalrates.
Seit Ende November 2018 ist Kapere Botschafter in Botswana.